# Uwe Jensen
 (février 2025).
Uwe Jensen (né le 5 juillet 1948 à Brójce) est un chanteur allemand.

## Biographie
Uwe Jensen suit d'abord une formation en génie mécanique et en télévision. Après avoir fait ces métiers, il suit pendant trois ans une formation de comédien au conservatoire de Leipzig.
Travaillant comme régisseur, il finance des cours de chant. Il commence à chanter du classique comme Brahms ou Mozart. Puis il se tourne vers le rock et le schlager. Il participe à de nombreux festivals en Allemagne et à l'étranger, comme l'Internationales Schlagerfestival Dresden, le Bratislavská Lyra ou le World Popular Song Festival au Japon.
Sa carrière s'arrête après la fin de la RDA. Il revient en 1997 en tant présentateur de l'émission musicale Wiedersehen macht Freude, diffusée sur MDR Fernsehen jusqu'en 2003. Il avait présenté auparavant Ein Kessel Buntes deux fois.
Artiste polyvalent, il a donné 3 000 spectacles jusqu'en 2007, en étant à la fois chanteur, danseur, présentateur et parodiste.
En 2012, il présente en direct l'émission Show am Lagerfeuer avec l'acteur Gojko Mitić.
En 2013, Uwe Jensen célèbre deux anniversaires, ses 65 ans et ses 40 ans de carrière.

## Discographie
Albums
- 1982 : Alles für dich
- 1986 : Leben zu zweit
- 1996 : Ich hab Lust auf dich
- 2000 : Augenblicke
- 2004 : Dafür zu leben
- 2010 : Unschlagbar
- 2013 : Freunde - Das Beste aus 40 Jahren
- 2013 : Jubliläumsgold

Singles
- 1974 : Sonnenhimmel wie das Meer so blau, Das Leben ist schön
- 1979 : Sehnsucht, Man spricht so viel von Liebe
- 1979 : Mama Leone, Auf der Straße nach Süden
- 1981 : Eine Ewigkeit, Alles für dich
- 1991 : Auf der Suche nach Zärtlichkeit, Fange die Nacht
- 1993 : Paradies in Flammen
- 1996 : Ok, ole Cherie
- 1997 : Ich hab Lust auf dich
- 1998 : Heut und für alle Zeit
- 1998 : Cleopatra
- 1999 : Mein Herz ist frei für dich
- 2000 : Ich brauch die Liebe
- 2000 : Hasta manana muchacha
- 2000 : Augenblicke des Lebens
- 2001 : Ich bin so froh, dass es dich gibt
- 2002 : Der Himmel muss warten
- 2003 : Wenn ich dir zu nahe komm!
- 2003 : Schenk mir deine Sehnsucht
- 2004 : Genau so muss es sein
- 2005 : Baumblütensong
- 2005 : Consuela
- 2006 : Ave Maria der Meere
- 2007 : Zwischen Elbe und der Autobahn
- 2007 : Bleib bei mir
- 2008 : Noch viel zu jung
- 2010 : Dort haben wir gelebt
- 2010 : Winterzeit
- 2011 : Mama Leone
- 2011 : Ich kann nicht schlafen, weil ich nur an dich denke
- 2012 : One way wind
- 2013 : Ein Freund, der zu dir hält
- 2013 : Nur bei dir
- 2014 : Du bist der Grund für mich zu leben